# Hydriomena arizonata
Hydriomena arizonata là một loài bướm đêm trong họ Geometridae.